# Hernán Pérez
Hernán Arsenio Pérez González (Fernando de la Mora, 1989. február 25. –) spanyol származású paraguayi labdarúgó, a spanyol Real Valladolid középpályása, kölcsönben a szintén spanyol Villarrealtól.